# 쑹즈디
쑹즈디(宋之的, 1914년 4월 ~ 1956년 4월 17일)는 중국 현대의 극작가이다. 본명은 쑹루자오(宋汝昭)이며, 1914년 허난성(河南省) 펑난현(豊南縣)의 가난한 농민 가정에서 출생했다. 중학 시절에 신문학의 영향을 받았으며 특히 연극을 좋아했다. 베이징대학교 재학 시절부터 연극 활동을 시작해 제국주의를 반대하는 공연 등에 참가했고, 1932년에는 좌익작가연맹에 가입해 활동했다. 이듬해 국민당의 박해를 피해 상하이로 가서 극단을 조직하고 좌익 연극 운동을 하다가 두 차례 체포당했다. 1935년에 석방된 뒤 상하이를 떠나 타이위안(太原)에서 본격적으로 극본을 창작하기 시작한다. 중일전쟁이 발발한 뒤로는 극단에 참가해 각지에서 항일 연극 운동에 종사했고, 1938년 이후 충칭(重慶)에 거주하며 항일 연극 운동에 종사했다. 중일전쟁이 끝난 뒤 1946년에 상하이로 돌아와 생활하다가 산둥(山東)대학교로 가서 교편을 잡았고, 이듬해에는 하얼빈에서 ≪생활보(生活報)≫ 편집장을 맡았다. 1948년에 중국 공산당에 가입했고, 한국전쟁 때 두 차례 취재차 한국을 방문했다. 중국작가협회 이사, 중국정치협상회의 상무이사를 지냈으며 1956년 4월 17일에 간암으로 사망했다.